# مایک رید (خواننده)
مایک رید (انگلیسی: Mike Reid؛ زادهٔ ۲۴ مهٔ ۱۹۴۷) آهنگساز، خواننده-ترانه‌پرداز، ترانه‌سرا، و بازیکن فوتبال آمریکایی اهل ایالات متحده آمریکا است.
از باشگاه‌هایی که در آن بازی کرده‌است می‌توان به سینسیناتی بنگالز اشاره کرد.